# Zastawie (powiat krasnostawski)
Zastawie (dawn. Kraśniczyn-Zastawie) – wieś w Polsce położona w województwie lubelskim, w powiecie krasnostawskim, w gminie Kraśniczyn. Obok miejscowości przepływa Wojsławka, niewielka rzeka dorzecza Wieprza. 
W latach 1975–1998 miejscowość należała administracyjnie do województwa chełmskiego.
Wieś stanowi sołectwo gminy Kraśniczyn. Według Narodowego Spisu Powszechnego (III 2011 r.) wieś liczyła 125 mieszkańców.
Wierni Kościoła rzymskokatolickiego należą do parafii św. Apostołów Piotra i Pawła w Kraśniczynie.

## Szlaki turystyczne
Szlak Tadeusza Kościuszki